# 川崎市バス塩浜営業所

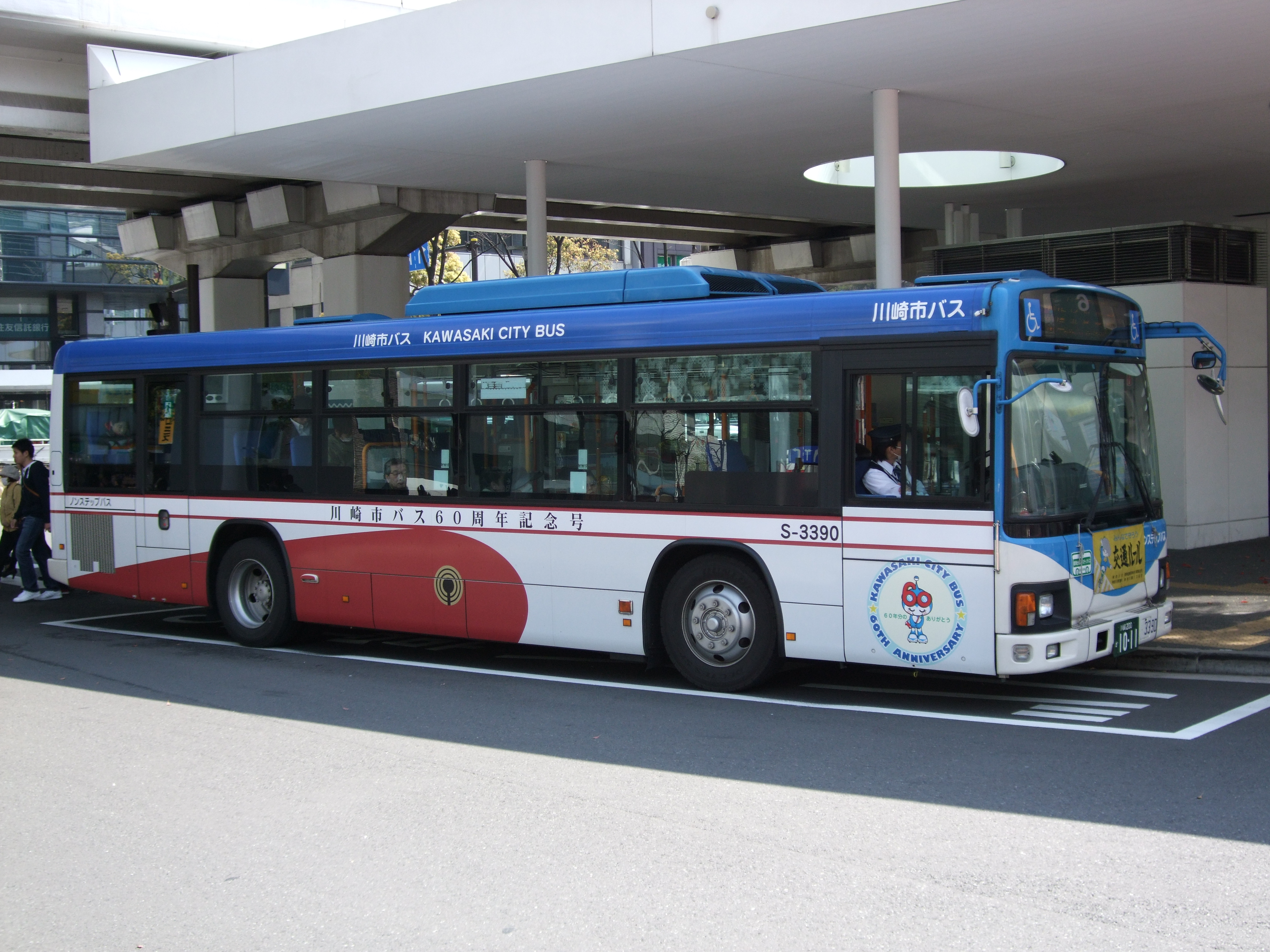
塩浜営業所の車両 (S-3390)
川崎市バス60周年記念塗装車

川崎市バス塩浜営業所（かわさきしバスしおはまえいぎょうしょ）は、神奈川県川崎市川崎区塩浜に所在する川崎市交通局のバス営業所。正式名称は川崎市交通局自動車部塩浜営業所。営業所略号は「S」。最寄りバス停留所は「塩浜営業所前」。
主に川崎駅を発着する川崎区内東部の川崎臨海部方面の路線を所轄し、京浜工業地帯への輸送を担う。当営業所が所轄する川崎駅発着路線は、すべて川崎駅東口バスターミナルを発着する（川崎駅#バス路線も参照）。
工業地帯を運行エリアとすることから1990年代より低公害車の導入に力を入れており、営業所敷地内にはCNGスタンドが設置され、川崎市バスの営業所としては唯一CNGバスが所属していたが、ハイブリッドノンステップバス置き換えで2022年秋にCNGスタンドは廃止された。
終了詳細は「車両」の節を参照。
同じ川崎区塩浜に川崎鶴見臨港バス塩浜営業所も所在するが、全く別の営業所である。臨港バス塩浜営業所は塩浜2丁目12-21にあったが、2017年4月1日より塩浜3丁目10-10へ移転した。なお臨港バス塩浜営業所の最寄りバス停留所名は「塩浜営業所」であり、場所も異なる。

## 沿革
- 1962年（昭和37年） - 塩浜営業所を開設[2]。

## 現行路線

### 埠頭線・小向線
- 川04【各停】：川崎駅 - 労働会館前 - 四谷下町 - 塩浜 - 日本触媒前 - 市営埠頭（近回り）
- 川04【各停】：川崎駅 - 労働会館前 - 四谷下町 - 塩浜 - JERA川崎火力発電所前 - 市営埠頭（遠回り）
- 川04【各停】上平間 →（土手周り） → 川崎駅 → 労働会館前 → 四谷下町 → 塩浜 → JERA川崎火力発電所前 → 市営埠頭（月〜土曜日の朝のみ）
- 川73【各停】市営埠頭 → 日本触媒前 → 塩浜 → 四谷下町 → 労働会館前 → 川崎駅 →（土手周り）→ 上平間
- 川04【急行】：川崎駅 →（通過）→ 四谷上町 →　四谷下町 → 塩浜 → JERA川崎火力発電所前 → 市営埠頭（朝）
- 川04【各停】：川崎駅 - 労働会館前 - 四谷下町 - 塩浜 - 市営埠頭 - 京セラ前
- 川04【各停】：川崎駅 - 労働会館前 - 四谷下町 - 塩浜営業所

塩浜営業所の主幹路線の一つ。
川崎駅東口から、川崎港の市営埠頭がある千鳥町方面を結ぶ。
（※市営埠頭：川崎市直営の公共コンテナ埠頭）
朝夕の通勤輸送に加え、塩浜付近までは沿線に住宅等も多く存在している為、東扇島循環線（後述）などと合わせると待たずに乗れるほど運行頻度が非常に高い。
各停便は後述の東扇島線川05・07や四谷下町まで並走する川崎鶴見臨港バス川02・03などと共に川崎区の市街地内輸送を担うため、日中や休日はこの区間の利用者が大半である。
経路は川崎駅を出てから国道132号線を千鳥町内まで直進するルートで、千鳥町内は時間によって経由するバス停が異なる。日中においては千鳥町内はJERA川崎火力発電所前を経由せずそのまま市営埠頭へと向かい、2つ先の京セラ前の折返所で折返し元来た道を引返していく。
市営埠頭行きは朝夕のみ運行。朝時間帯は市営埠頭方面遠回り・川崎駅方面近回り、夕方は市営埠頭方面近回り・川崎駅方面遠回りで運転される。
平日・土曜朝は上平間営業所担当の上平間 - 川崎駅 - 市営埠頭便の運行もある。京セラ前行きは日中のみ運行。（市営埠頭方向は【川04】（埠頭線）、上平間方向は【川73】（小向線）という表示・扱いとなる）
この他、塩浜営業所発着便が存在しており、川崎駅から塩浜営業所までは川10・川40と比べると川04が最も短いルートで運行される。当系統に加え川05や川07の出入庫便を兼ねる他、住宅地の多い塩浜地区までの区間便であることから本数は終日多く設定されている。
始発から朝9時までの川崎駅での川04・05・07の各系統の乗り場を系統別に11・12・13番乗り場に振り分け、川04の各停便を急行便と同じ11番乗り場に変更している。（埠頭線・東扇島線共通）
平日の朝6時30分から8時30分まで、川崎駅で乗車の際は上平間始発便を含めて中扉からの乗車となり、係員が案内を行うとともに乗り場に運賃箱が設置される。

### 東扇島線

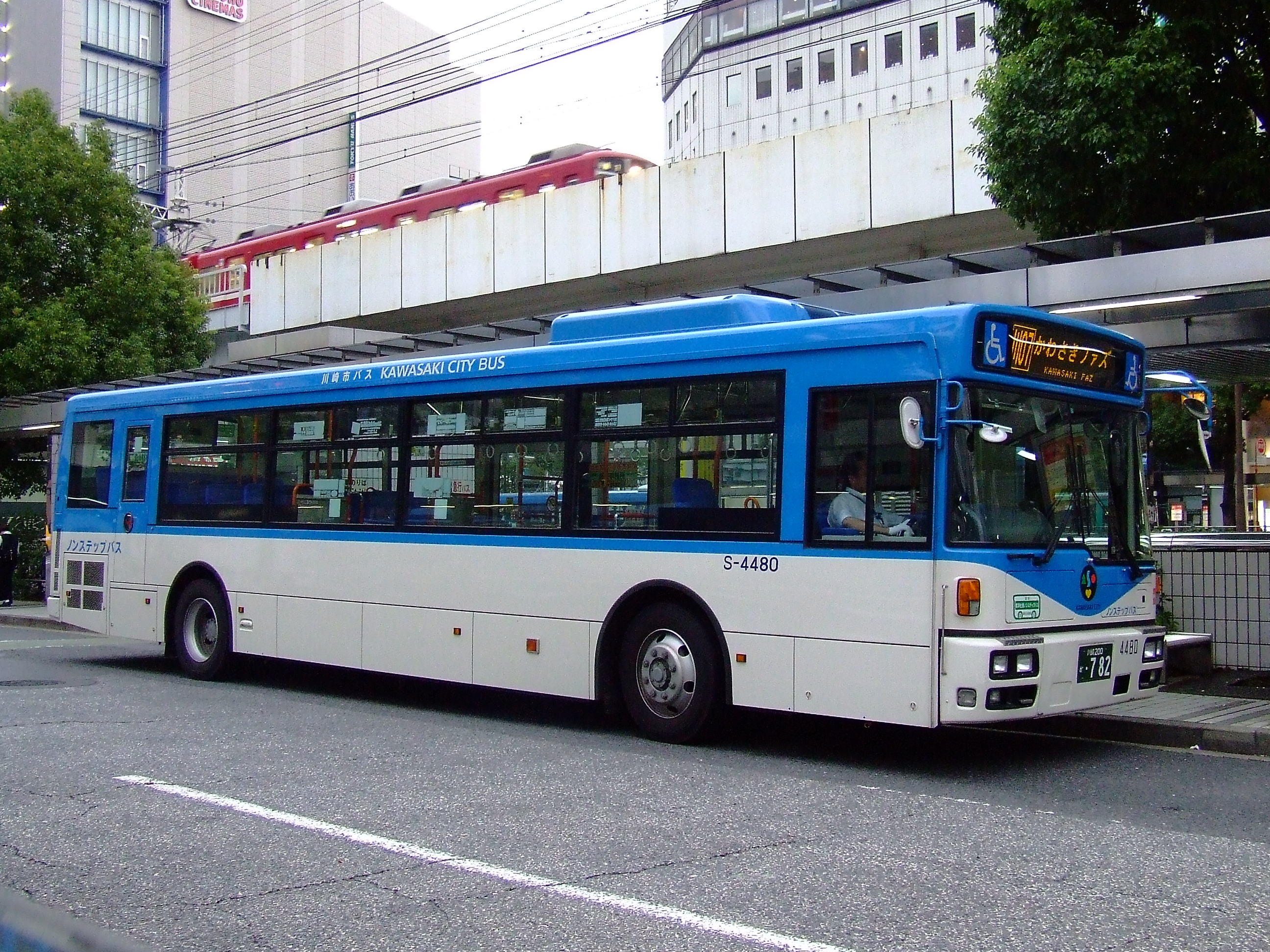
川07 東扇島循環線
かわさきファズ行き

- 川05【各停】：川崎駅 → 労働会館前 → 四谷下町 → 千鳥町 → 川崎マリエン前 → 東扇島十八番地 → ダイワコーポレーション
- 川05【各停】：川崎マリエン前 → 東扇島十八番地 → ダイワコーポレーション → 千鳥町 → 四谷下町 → 労働会館前 → 川崎駅
- 川05【各停】：東扇島西公園 → ダイワコーポレーション → 川崎マリエン前 → 東扇島十八番地 → 千鳥町 → 四谷下町 → 労働会館前 → 川崎駅（土休日夜のみ）
- 川05【急行】：川崎駅 →（通過）→ 四谷下町 → 千鳥町 → 川崎マリエン前 → 東扇島十八番地 → ダイワコーポレーション（朝）

- 川07【各停】：川崎駅 - 労働会館前 - 四谷下町 - 千鳥町 - ダイワコーポレーション - かわさきファズ物流センター - 東扇島西公園
- 川07【各停】：川崎駅 - 労働会館前 - 四谷下町 - 千鳥町 - ダイワコーポレーション - かわさきファズ物流センター
- 川07【区間急行】：川崎駅 → 労働会館前 → 四谷下町 → 塩浜 →（通過) → ダイワコーポレーション → かわさきファズ物流センター → 東扇島西公園（朝）

川崎駅東口発着とし、中島・塩浜を経由したのち、京浜運河を川崎港海底トンネルを通り、東扇島地域を結ぶ路線群となっている。
川05、川07とも東扇島内では日中や休日は乗客が少なくなるが、前述の川04などと同様に川崎区の市街地を走行する区間が長いため、川崎駅側は終日乗客が多い。高速バスを除くと東扇島地区への唯一のバス路線ということもあり、当路線も運行本数は終日にわたり多めに設定されている。
川05は、東扇島内のうち、川崎マリエンや東扇島東公園などがある東扇島の東側地域を周遊して川崎駅へと循環する路線である。
川07は、東扇島内のうち、西側にあるかわさきファズや東扇島西公園へと至る路線である。新設当初はかわさきファズ物流センターまでの運行であったが、その先のエリアにて企業進出が進んだため、2010年に東扇島西公園にまで延伸された。
なお、両系統を足した形となる東扇島西公園発の川05が少数設定されていて、この便はダイワコーポレーション前から川05の循環ルートに入る。経路が重複する小林運送前、ダイワコーポレーション（2回目）は非経由で海底トンネルへ入る。両系統共に平日の朝には川崎側の停留所を通過する急行・区間急行が設定されている。
2025年4月1日には、川05が停車する「東扇島二十二番地停留所」停留所は「福岡運輸東京支店前」停留所に改称される。

### 水江町線

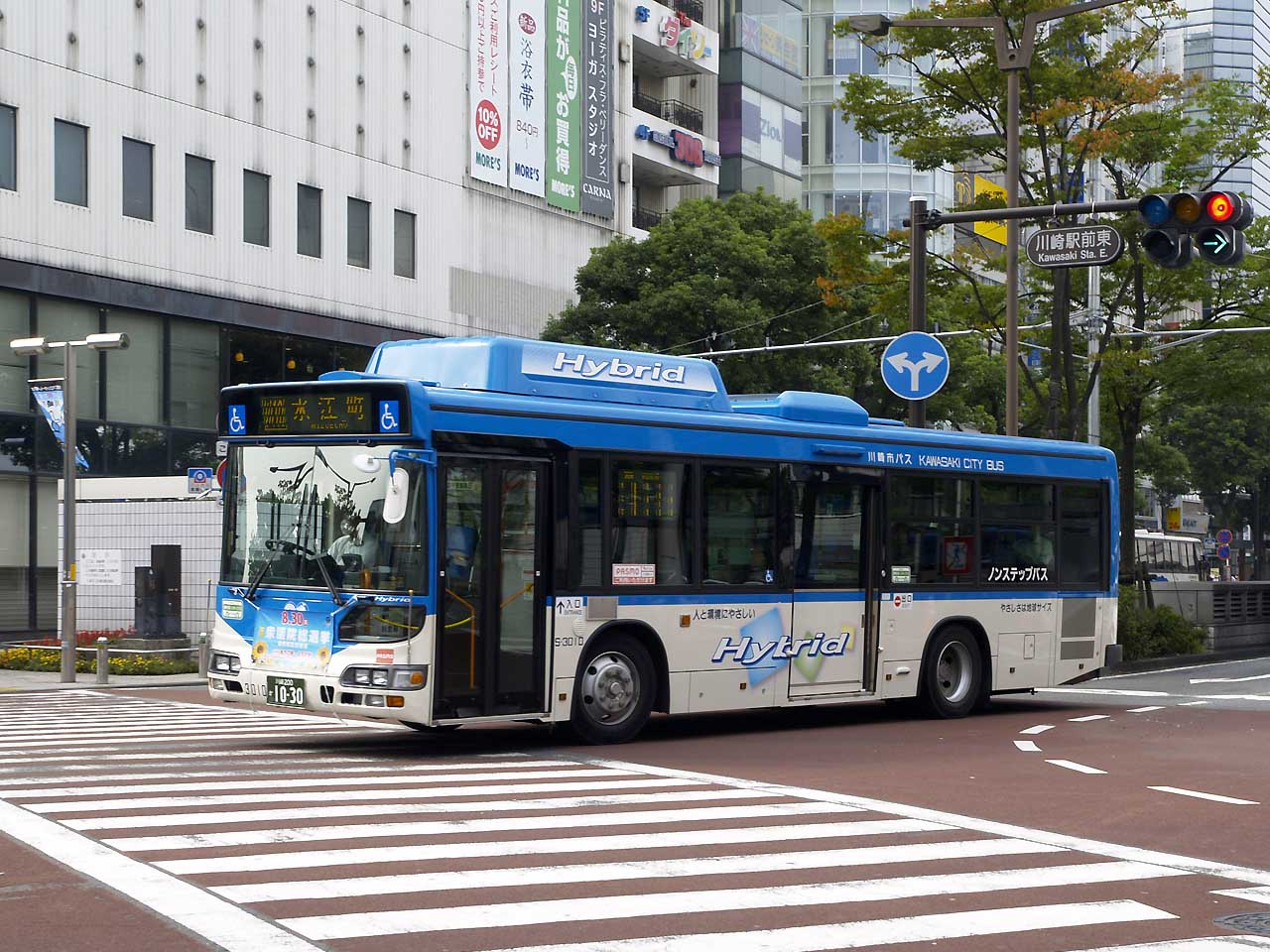
川10 水江町線
川崎駅東口を行くハイブリッド車

- 川10：川崎駅 - 労働会館前 - 池藤橋 - 臨港警察署前 - 水江町
- 川10：川崎駅 - 労働会館前 - 池藤橋 - 臨港警察署前 - かわさき南部斎苑 - 塩浜
- 川10：川崎駅 - 労働会館前 - 池藤橋 - 臨港警察署前 - 四谷下町 - 塩浜営業所

川崎駅東口と水江町や塩浜・塩浜営業所前を結ぶ路線の一つ。
（かつての川崎市営トロリーバスとほぼ同一の経路で運行される。）
労働会館前までは埠頭線等と同じ国道132号線を走行するが、その先の労働会館前交差点で右折し、大島四丁目で左折し市道皐橋水江町線に入り、藤崎地区を経由し、それぞれの終点までを結ぶ。

【読み：（川崎）市道皐橋水江町線 →（かわさき）しどうさつきばしみずえちょうせん】

### 扇町線
- 川13：川崎駅 - 労働会館前 - 大島四丁目 - 大島四ツ角 - 浜町二丁目 - 扇町
- 川13：浜町二丁目→大島四ツ角→大島四丁目→労働会館前→川崎駅

2019年4月1日にダイヤ改正で塩浜営業所→上平間営業所に移管となった際に、塩浜営業所行きが廃止されその代わりに浜町二丁目行きが新設された。2023年3月1日の南部路線再編に伴い上平間営業所→塩浜営業所に再移管されている。なお、日中時間帯は川17系統に移行し、朝夕のみの運行となっている。川17の運行開始に伴い、浜町二丁目行きが運行終了したが、早朝2本のみの浜町二丁目始発は2025年1月現在でも残っている。

### 渡田線
- 川15：川崎駅→労働会館前→追分→小田栄→渡田新町→川崎駅【小田栄循環】
- 川15：川崎駅→渡田新町→小田栄→追分→労働会館前→川崎駅【小田栄循環】
- 川17：川崎駅→労働会館前→大島四ツ角→JFE前→渡田新町→川崎駅【浜町・渡田循環】
- 川17：川崎駅→渡田新町→JFE前→大島四ツ角→労働会館前→川崎駅【渡田・浜町循環】
- 川40：川崎駅 - 渡田向町 - 小田栄 - JFE - 臨港警察署前 - 四谷下町 - 塩浜営業所
- 川40：川崎駅 - 渡田向町 - 小田栄 - JFE - 池上町 - 水江町
- 川40：川崎駅 → 渡田向町 → 小田栄 → JFE → かわさき南部斎苑 → 塩浜 → 塩浜営業所
- 川40：川崎駅 ← 渡田向町 ← 小田栄 ← JFE  ← かわさき南部斎苑 ← 塩浜
- 川40：川崎駅 - 渡田向町 - 小田栄 - JFE
- 川40：川崎駅 - 渡田向町 - 小田栄 - カワサキアイランドスイート

川崎駅東口から、川崎市電の廃線跡「市電通り」を通る路線で、主に臨港バスの発着する「海島」と呼ばれるバスロータリーの6番乗り場から発着する。
川40がメインで運行され、様々な行き先が設定されている。
◯渡田線沿線にイトーヨーカドー川崎店が存在することもあり利用客も多い。
川15は少数運行の循環線（通称・小田栄循環線）で右回りと左回りがある。
川40は市電通りを下り、大規模分譲マンション「カワサキアイランドスイート」行が「渡田小学校前」で分岐する。
それ以外の系統はJFE前を経由し、産業道路を北上して臨港警察署（GLP川崎前）で塩浜営業所、水江町方面に分かれる。
【川40】は川崎駅〜JFE前間は運行本数が多い。
川17は渡田浜町循環線で、2023年3月1日に新設された。【川17】＝【川13】＋【川40】（主に田島地区住民の市役所方面への利便性向上を目的とした系統である。）
川崎駅は【川15】（渡田新町先回り）と【川17】（JFE前先回り）は「海島」6番乗り場、【川15】（労働会館先回り）と【川17】（労働会館前先回り）は「空島」15番乗り場から発車する。

### 川崎病院線
- 川崎駅 - (直行) - 川崎病院

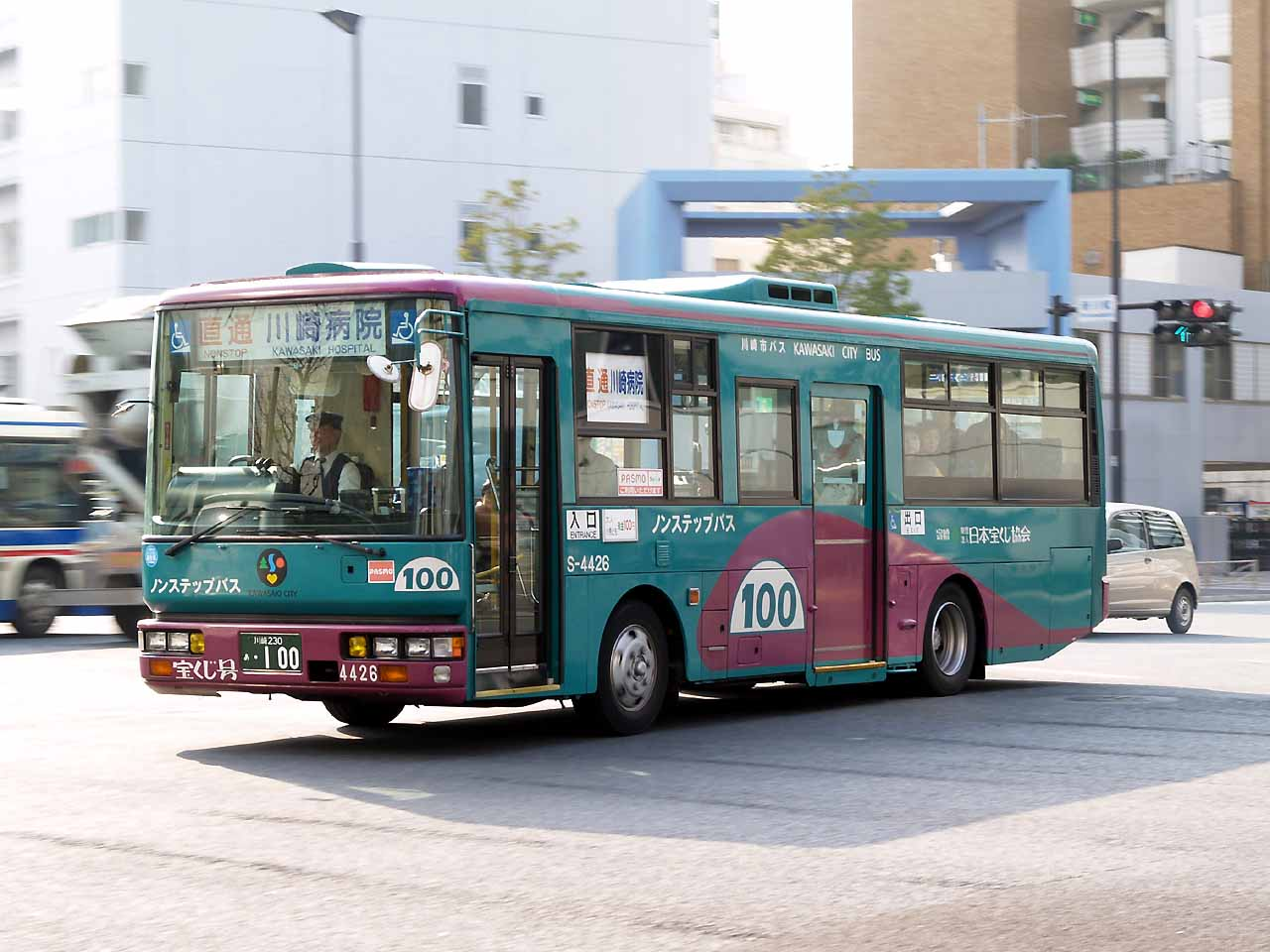
川崎病院線専用車 (S-4426)

川崎駅東口と川崎市立川崎病院を結ぶ直通バスで、「ワンコインバス」として運賃100円均一（大人・小人同額）で運行される。川崎鶴見臨港バスと共同運行。定期券、回数券、一日乗車券は利用不可となっており、現金および交通系ICカードが利用できる（PASMO・Suicaのバス利用特典サービスは対象外）。川崎市高齢者特別乗車証明書による割引はなし
平日7時から17時台のみの運行で、14時から15時台を除き臨港バスと交互に約12分間隔で運行する。土曜・休日は運休となる。川崎病院の通院・通勤客のほか、近隣住民の利用もある。
中型ノンステップ車で運行されているが、検査等で離脱した際には大型車の短尺車で代走される。

### 川崎競輪場線
- 川崎駅前 - (直行) - 川崎競輪場

川崎駅東口と川崎競輪場を結ぶ直行便。競輪場来場者向けの路線で、競輪開催日のみ運行する。IBS COACHと共同運行（かつては川崎鶴見臨港バスと共同運行だった）。

## 廃止・移管路線

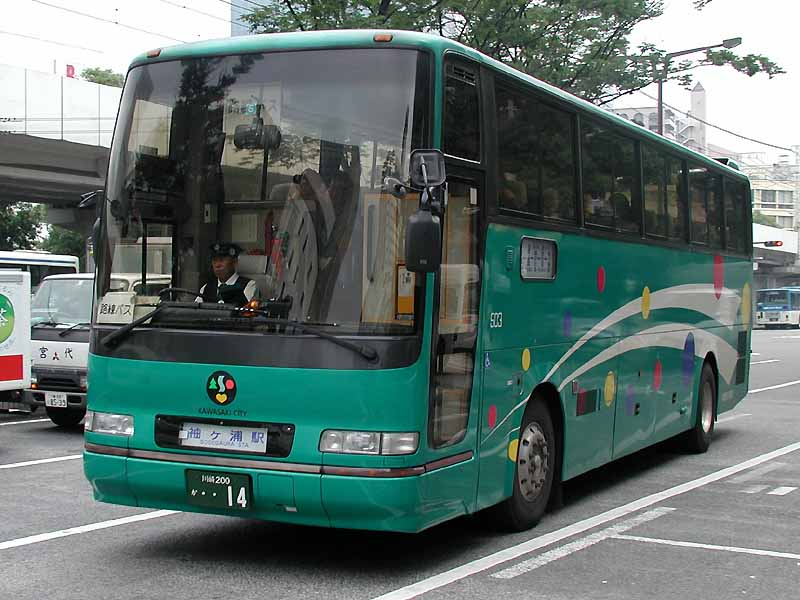
アクアライン高速バスの車両
日野・セレガ (S-503)
横浜市営バスからの中古導入車
高速バス撤退後は「快速ミューザ」へ転用後に除籍された

### 廃止路線

#### 水江町線 (コストコホールセール発着便)
- 川21急行：川崎駅 - （途中無停車） - コストコホールセール

川21系統の直行便で、川崎駅とコストコ川崎倉庫店（川崎区池上新町3丁目1-4）を結んでいたが、2012年7月14日のダイヤ改正で、コストコホールセール発着便が廃止となり、川21の全便が水江町またはゼロ・エミ工業団地発着となった。

#### 水江町線 (急行便及びゼロ・エミ工業団地発着便）
- 川10：川崎駅 - 労働会館前 - 池藤橋 - 臨港警察署前 - 水江町 - ゼロ・エミ工業団地
- 川21急行：川崎駅 - 水江町、ゼロ・エミ工業団地

平日朝夕のラッシュ時に、水江町より先のゼロ・エミ工業団地発着の便が運行されていた。また、新川通り経由の急行バスとして川21が運行されていたが、2023年3月1日の路線再編に伴い廃止された。なお、ゼロ・エミ工業団地への各停便は、臨港バス塩浜営業所の路線が平日に1往復のみ設定されている。

### 撤退路線

#### アクアライン高速線
- 川崎駅 - 浮島バスターミナル - 海ほたる - 袖ケ浦バスターミナル - 木更津駅
- 川崎駅 - 浮島バスターミナル - 高速金田バスターミナル - 袖ケ浦駅

1997年12月の東京湾アクアライン開通に伴い、川崎 - 木更津線に参入。川崎鶴見臨港バス・京浜急行バス・東京ベイサービス、小湊鉄道・日東交通との6社共同運行だったが、川崎市交通局の採算性悪化による経営合理化により、2004年3月に撤退した。
1999年6月に開業した川崎駅 - 袖ケ浦駅線は、不振のため2002年10月限りで廃止された。

#### 県営埋立線

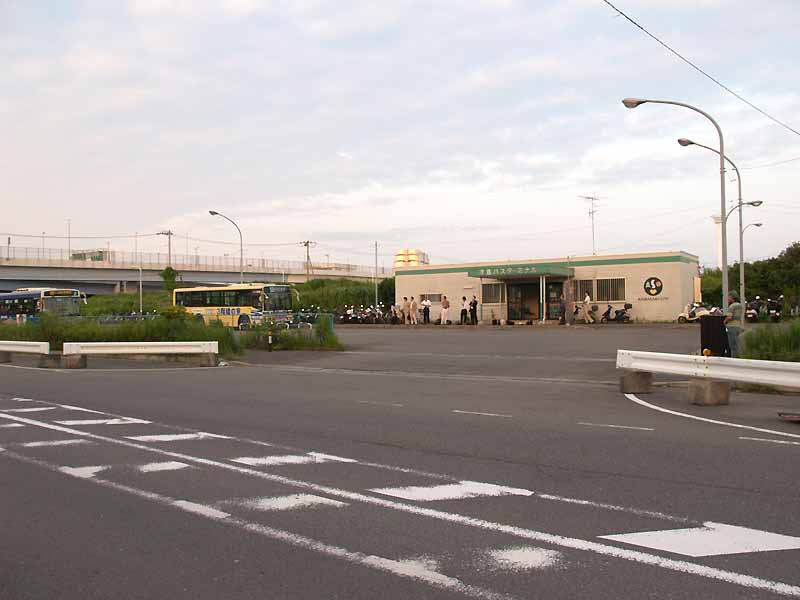
浮島バスターミナル

路線図

- 川03：川崎駅 - 労働会館前 - 四谷下町 - 江川一丁目 - 浮島バスターミナル
- 川03：川崎駅 - 労働会館前 - 四谷下町 - 塩浜営業所
- 川03：浮島バスターミナル - 江川一丁目 - 四谷下町 - 塩浜営業所
- 川03：浮島バスターミナル → 殿町三丁目 → 江川一丁目

川崎駅と川崎市臨海部北部の浮島町とを結ぶ路線で、川崎鶴見臨港バス塩浜営業所と共同運行していた。臨港バスとの共通定期券が設定されており、共通定期券は、ルート上では枝分かれしている市バス塩浜営業所行きでも利用可能だったが、逆に臨港バス塩浜営業所行きでは利用できなかった。
川03の川崎駅 - 市バス塩浜営業所便は、埠頭線川04の川崎駅 - 市バス塩浜営業所便と全く同じ経路であったが、川崎駅バス乗り場の位置と、共通定期券利用の可否（川03は利用可能、川04・05・07と臨港バス川02は利用不可）の違いがあったために区別されていた。
経路は四谷下町まで国道132号を東進し、産業道路との交差点で左折して北上、国道409号に入って浮島町の端の方である浮島バスターミナルへと向かう。1997年の東京湾アクアライン開通までは浮島町カーフェリー発着となっており、東京湾アクアライン開通と後述のアクアライン高速線の新設に伴い、浮島バスターミナル発着に変更された。2005年まではカーフェリーとの接続のための便として浮島町カーフェリー経由が存在したが、カーフェリーの休止と共に廃止されている。2007年3月31日までは川04・05系統の混雑対策として川崎駅の乗り場を朝9時まで変更し、川崎駅発は新川通り・いさご通り経由で運行されていたが、現在は川崎駅バスターミナルの改修により解消した。
先述の通り2社局共同運行となっていたが、近年の輸送力増加に対し臨港バスの単独運行化が決定し、川崎市バスの運行は2013年4月30日をもって廃止され、全便が臨港バスに委譲された。同時に、川03の市バス塩浜営業所発着便も廃止され、浮島バスターミナル→江川一丁目便は臨港バスの快速：産業道路駅（現：大師橋駅） - 浮島バスターミナル便に変更された。

## 車両
| 「かわさきノルフィン」ラッピングバス (S-4473) |  | 「かわさきノルフィン」ラッピングバス (S-4473) |
| 「かわさきノルフィン」ラッピングバス (S-4473) |  |                                               |

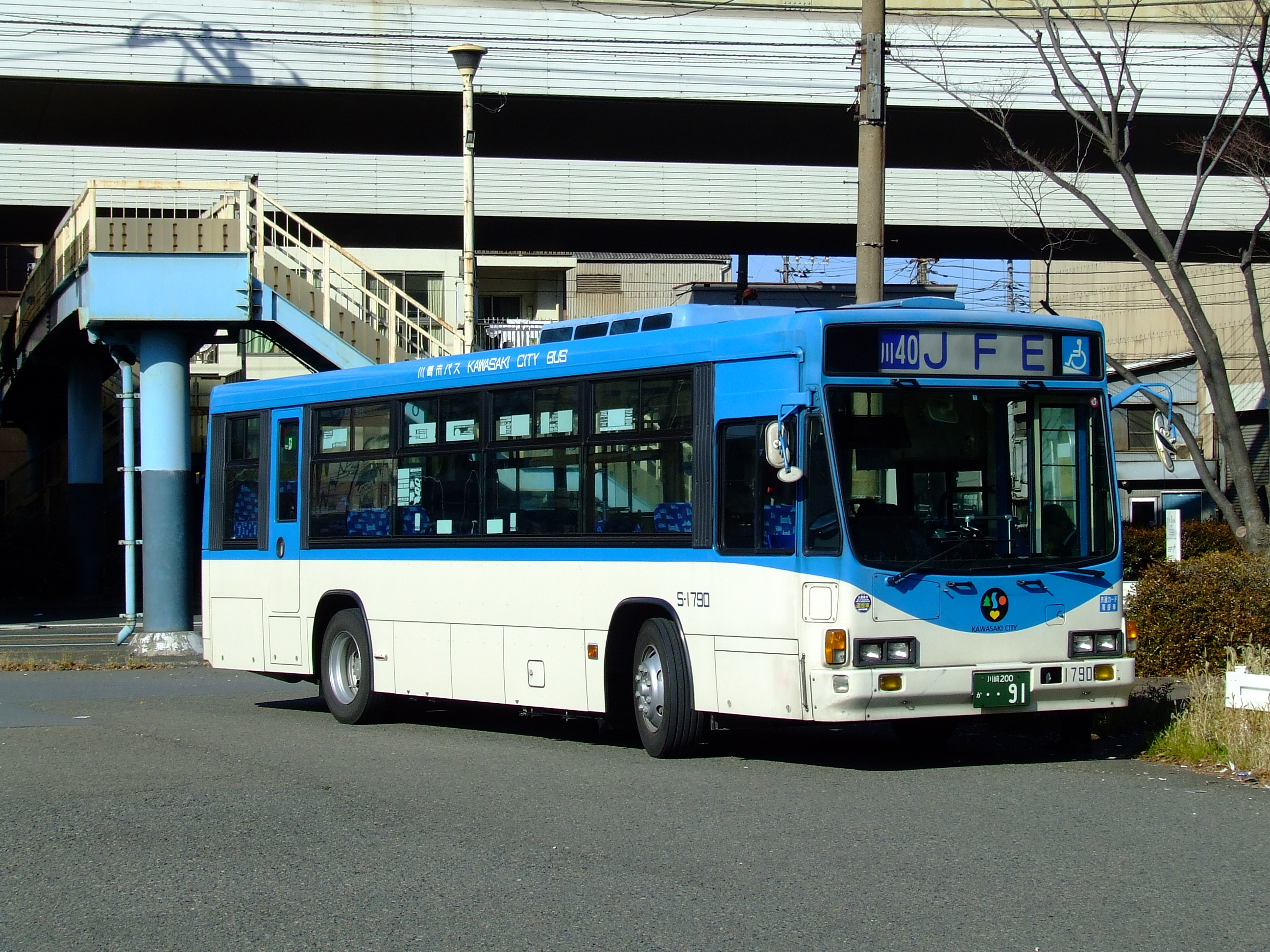
過去の車両 (S-1790)
いすゞ・キュービック
KC-LV380L 2000年式

かつて川崎市交通局では地域振興策として、市内に工場があったいすゞ自動車（川崎区殿町のいすゞ川崎工場、2004年閉鎖）、三菱ふそう（中原区）の2社の車両を全営業所で導入していた。いすゞ車は純正車体と富士重工製車体、三菱車は呉羽車体を採用していた。その後は国産ディーゼル4社の車両が導入されるようになった。日野車は純正車体、日産ディーゼル車は富士重工製車体を採用していたが、富士重工のバス架装事業撤退後は西日本車体工業製の車体に切り替えられた。
公害が深刻な社会問題となった川崎市では低公害車の導入に積極的に取り組み、ことに当営業所では、川崎ぜんそくなどの大気汚染で知られた京浜工業地帯や産業道路を沿線に抱えるため、いち早く低公害車の導入が進められた。1991年には川崎市交通局が日野・ブルーリボンHIMRの試験運行に参加し、当営業所に1台が配置された。それを契機に日野車の導入が再開されることとなった。また1994年にはCNG車の先行導入を開始し、当営業所にUA試作CNG車が1台配置された。これにより日産ディーゼル（現：UDトラックス）製の車両も導入されるようになった。
1999年には営業所構内に、川崎市バスでは唯一となるCNGスタンドが完成。CNG車が集中配置されるようになり、CNGノンステップバスの導入も進んだ。いすゞ自動車製（キュービック、エルガ）と日産ディーゼル製（UA、スペースランナーRA）のCNG車が配置された。
前述のとおり、ハイブリッド車も川崎市バスでは初めて当営業所に配置されたが、その後も導入が継続され、2009年からは日野・ブルーリボンシティハイブリッドが、2014年からはいすゞ・エルガハイブリッドも配置されるようになった。
2025年には川崎市バス初の電気(EV)バスとしてEVモーターズジャパン製大型ノンステップバスが3台配置された。
京浜工業地帯の輸送対策として日産ディーゼル製やいすゞ自動車製の大型長尺車が配置されており、主に埠頭線や東扇島循環線に充当される。三菱ふそう・エアロスターも長尺車を含めて配置されている。また一時期はノンステップバスのみの導入となっていたが、収容力増強のためワンステップバスの導入も行われている。
2021年度末、新型車両の導入により、CNG車は全廃となり、営業所併設のCNGスタンドも撤去された。
中型車はいすゞ・エルガミオが配置されており、川崎病院線に充当される。